# День мерців: Родовід
«День мерців: Родовід» (англ. Day of the Dead: Bloodline) — болгарсько-американський фільм жахів режисера Ектора Ернандеса Віченса на основі персонажів, створених Джорджем Ромеро. Це рімейк фільму «День мерців» 1985 року. Прем'єра фільму відбулася у США 5 січня 2018 року. Прем'єра в Україні — 11 січня 2018 року.

## Сюжет
Світ заполонили зомбі. Невелика група вцілілих військових та науковців переховуються у підземному бункері. Науковці вивчають зомбі, щоб знайти ліки від зомбівірусу, але військовики прагнуть лише знищити живих мерців.

## У ролях
- Софі Скелтон — Зої Паркер
- Джонатон Шек — Макс
- Джефф Гам — Мігель Салазар
- Маркус Ванко — Бака Салазар
- Марк Ріно Сміт — Альфонс
- Крістіна Серафіні — Ель
- Ліліан Бланкеншип — Лілі
- Лоріна Камбурова — Еббі